# Antonio de Borbón-Dos Sicilias (1816-1843)
El príncipe Antonio de las Dos Sicilias, conde de Lecce (Palermo, 23 de septiembre de 1816-Nápoles, 12 de enero de 1843) fue un príncipe italiano hijo de Francisco I de las Dos Sicilias.

## Biografía
Fue el cuarto hijo varón y el sexto de los doce vástagos del matrimonio formado por el entonces duque de Calabria como heredero del reino de las Dos Sicilias, Francisco, con María Isabel de España. Tuvo por hermanos a:
- Luisa Carlota (1804-1844), casada con su tío, Francisco de Paula, infante de España y hermano menor de su madre.
- María Cristina (1806-1878), casada en primeras nupcias con su tío, el rey Fernando VII de España, hermano mayor de su madre. A la muerte de este, en segundas nupcias (secretas) con Agustín Fernando Muñoz y Sánchez, duque de Riánsares.
- Fernando II (1810-1859), su sucesor en el trono.
- Carlos Fernando (1811-1862), príncipe de Capua. Casado en matrimonio morganático con Penelope Smyth, de quien hubo descendencia.
- Leopoldo (1813-1860), conde de Siracusa. Casado con María Victoria Filiberta, princesa de Saboya-Carignano; no tuvo descendencia.
- María Antonieta (1814-1898), casada con el gran duque Leopoldo II de Toscana.
- María Amalia (1818-1857), casada con Sebastián Gabriel de Borbón y Braganza, infante de España.
- María Carolina (1820-1861), casada con Carlos Luis de Borbón y Braganza, pretendiente carlista al trono español.
- Teresa Cristina (1822-1889), casada con Pedro II, emperador del Brasil. De ese matrimonio nacerán los príncipes Alfonso (1845-1847), Isabel (1846-1921), Leopoldina (1847-1871), y Pedro (1848-1850). La princesa Isabel se casó con el príncipe francés Luis Felipe María Fernando Gastón de Orleans, conde de Eu, hijo de Luis Carlos Felipe Rafael, duque de Nemours.
- Luis (1824-1897), conde de Aquila. Casado con Januaria María, princesa imperial de Brasil e infanta de Portugal (hermana del emperador Pedro II de Brasil y de la reina María II de Portugal), con quien tuvo descendencia.
- Francisco de Paula (1827-1892), conde de Trápani; casado con la archiduquesa María Isabel de Austria-Toscana, con quien hubo descendencia.

Además su padre había tenido dos hijos de su primer matrimonio con la archiduquesa María Clementina de Austria: María Carolina (1798-1870) casada con el príncipe Carlos Fernando de Artois, duque de Berry, hijo del que sería después Carlos X de Francia; y Fernando (1800-1801).
El 4 de enero de 1817 fue titulado por su abuelo Fernando I de las Dos Sicilias, conde de Lecce. Su padre accedería al trono de las Dos Sicilias en 1825, hasta su muerte en 1830. Sería sucedido por su hijo primogénito, Fernando, con el nombre de Fernando II.
Comenzó su carrera militar, tradicional para los príncipes de la época, en 1830 siendo nombrado capitán de un regimiento de lanceros y ayudante real de su hermano Fernando II. El 6 de abril de 1836 este último constituyó un importante mayorazgo a favor de Antonio. Así mismo, ese día se emitieron decretos instituyendo mayorazgos a favor de otros hermanos: Leopoldo, conde de Siracusa; Luis,  conde de Aquila; y Francisco de Paula, conde de Trapani. También por decreto de ese día se asignaron los bienes de los mayorazgos instituidos, a Antonio le correspondieron bienes con una renta anual valorada en 60.000 ducados. Se trataba de diversos bienes situados en las localidades de Valle (hoy parte de Mercato San Severino; Durazzano; Cajazzano (hoy parte de Sassano) y Pico y sus alrededores.
Hacia 1841, contaba con personal a su servicio como:
- un oficial, el brigadier don Domenico Cattaneo.[10]
- un ayudante de oratorio, don Francesco Camarotta.[11]

Gozó de una mala reputación.Poseía una casa de campo en Giugliano di Campania, cerca de Nápoles, con objeto de poder desarrollar libremente sus aventuras amorosas. A pesar de esto, se especuló con un posible enlace del príncipe con su sobrina la princesa Luisa de Artois, hija de su medio hermana María Carolina. Esta princesa gozaba de una renta de unos 400.000 francos anuales y era considerada muy rica en la época. Este enlace se combinaría con el del hermano de Luisa, Enrique, duque de Burdeos y pretendiente al trono de Francia con María Carolina, hermana de Antonio.  
Según Acton estos enlaces se frustraron por la oposición de la tía de Luisa, la princesa María Teresa de Francia, por su matrimonio duquesa de Angulema.
Falleció el 12 de enero de 1843. Según Settembrini habría muerto al ser sorprendido por el marido de una de las mujeres con las que mantuvo relaciones. Fue enterrado en el convento de Santa Clara de Nápoles el 18 de enero, tras solemnes funerales. Tras su muerte, el título real de conde de Lecce volvió a la corona de las Dos Sicilias.

## Órdenes y empleos

### Órdenes

#### Reino de las Dos Sicilias
- Caballero de la Orden de San Jenaro.[20]
- Caballero gran cruz de la Real Orden de San Fernando y el Mérito.[21]

#### Extranjeras
- Caballero gran cruz de la Orden de Carlos III. (Reino de España, 22 de abril de 1821)[22]
- Caballero de la Orden del Toisón de Oro. (Reino de España, 12 de agosto de 1826)[23]
- Caballero de la Orden del Espíritu Santo. (Reino de Francia, 1829)[24]
- Caballero de la Orden de San Miguel. (Reino de Francia, 1829)[24]

### Empleos
- Ayudante real de S. M., parte del Estado Mayor Personal de S.M.[25] ( Reino de las Dos Sicilias)
- Mayor del Primer Regimiento de Lanceros del Ejército Real de las Dos Sicilias.[26]
- Capitán del Cuerpo de Lanceros Real Fernando, después Primer Regimiento de Lanceros, del Ejército Real de las Dos Sicilias.[4] (12 de noviembre de 1830)

### Individuales
1. 1 2  Dos Sicilias, 1841, p. 3.
2. ↑  Dos Sicilias, Fernando I de las. «Notizie interne. Napoli, 8 gennaio. Legge…». Giornale del Regno delle Due Sicilie (Giornale del Regno delle Due Sicilie). p. 19.
3. ↑  araldico, Collegio (1936). Rivista (en italiano). Presso il Collegio araldico. Consultado el 3 de agosto de 2023.
4. 1 2  Dos Sicilias, Fernando II de las; Vacca, Domenico Antonio (1830). «(N. 7.) Decreto che nomina S. A. R. Il Conte di Lecce Capitano de'Lancieri Real Ferdinando, ed Ajutante reale». Collezione delle leggi e de'decreti reali del regno delle Due Sicilie (en italiano). Dalla Stamperia reale. p. 151. Consultado el 3 de agosto de 2023.
5. ↑  Dos Sicilias, Fernando II (1836). «(N.o 3360.) Decreto portante la instituzione d'un majorasco in favor di S. A. R. il principe D. Antonio Borbone Conte di Lecce». Collezione delle leggi e decreti emanati nelle provincie continentali dell'Italia meridionale: 1836 (en italiano). pp. 69-70. Consultado el 3 de agosto de 2023.
6. ↑  Dos Sicilias, Fernando II (1836). «(N.o 3361.) Decreto portante la instituzione d'un majorasco in favor di S. A. R. il principe D. Leopoldo Borbone Conte di Siracusa». Collezione delle leggi e decreti emanati nelle provincie continentali dell'Italia meridionale: 1836 (en italiano). pp. 65-67. Consultado el 3 de agosto de 2023.
7. ↑  Dos Sicilias, Fernando II (1836). «(N.o 3361.) Decreto portante la instituzione d'un majorasco in favor di S. A. R. il principe D. Luigi Carlo Maria Borbone Conte di Aquila». Collezione delle leggi e decreti emanati nelle provincie continentali dell'Italia meridionale: 1836 (en italiano). pp. 70-71. Consultado el 3 de agosto de 2023.
8. ↑  Dos Sicilias, Fernando II (1836). «(N.o 3362.) Decreto portante la instituzione d'un majorasco in favor di S. A. R. il principe D. Francesco da Paola Borbone Conte di Trapani». Collezione delle leggi e decreti emanati nelle provincie continentali dell'Italia meridionale: 1836 (en italiano). pp. 73-75. Consultado el 3 de agosto de 2023.
9. ↑  Dos Sicilias, Fernando II (1836). «(N.o 3363.) nel quale vengono indicati i beni destinati a formar parte de' majoraschi instituiti a favore de' reali Principi». Collezione delle leggi e decreti emanati nelle provincie continentali dell'Italia meridionale: 1836 (en italiano). pp. 76-80. Consultado el 3 de agosto de 2023.
10. ↑  Dos Sicilias, 1841, p. 432.
11. ↑  Dos Sicilias, 1841, p. 89.
12. ↑  Acton, 1961, p. 64.
13. ↑  Filippis, Felice de (1971). Le antiche residenze reali di Napoli (en italiano). Di Mauro. p. 91. Consultado el 3 de agosto de 2023.
14. ↑  «Noticias extranjeras.- Italia.- Las cartas de Nápoles anuncian que el matrimonio proyectado entre el príncipe Antonio, conde de Lecce, y la hija de la duquesa de Berry, se ha roto de repente. El 8 de Julio habrá una gran promoción de cardenales.». Gazeta de Madrid (1698) (10 de julio de 1839).
15. ↑  Acton, 1961, p. 129.
16. ↑  Poggi, Enrico (1883). Storia d'Italia dal 1814 al di 8 agosto 1846 (en italiano) II. G. Barbèra. p. 271. Consultado el 3 de agosto de 2023.
17. ↑  Programma del cerimoniale da osservarsi nelle funzioni funebri di S.A.R. il Principe D. Antonio conte di Lecce, germano di S.M. il Re del Regno delle Due Sicilie (en italiano). Stamperia Reale. 1843. Consultado el 3 de agosto de 2023.
18. ↑  Ceva Grimaldi, Francesco (1857). Sunto di notizie relative alla costruzione della R. chiesa del SS. Corpo di Cristo detta pure dell'ostia santa o di Santa Chiara e del Real monastero di monache di Santa Chiara del 2. ordine di S. Francesco d'Assisi e convento di frati francescani con note corrispondenti con le quali si dà un'idea del classico ordne francescano e delle sue diverse diramazioni di Francesco Ceva Grimaldi (en italiano). Stamperia e calcografia. p. 27. Consultado el 3 de agosto de 2023.
19. ↑  Uberti y Palermo, Pier Felice degli (1985). «La titolatora spettante al capo della Real Casa e Famiglia delle Due Sicilie». Revista Hidalguía (Ediciones Hidalguia) (188): 75-80. Consultado el 3 de agosto de 2023.
20. ↑  Dos Sicilias, 1841, p. 473.
21. ↑  Dos Sicilias, 1841, p. 477.
22. ↑  «Guía de forasteros en Madrid para el año de 1843». Guía de forasteros en Madrid (Imprenta Nacional): 75. 1843.
23. ↑  «Guía de forasteros en Madrid para el año de 1843». Guía de forasteros en Madrid (Imprenta Nacional): 73. 1843.
24. 1 2  «Almanach royal: 1830». Almanach Royal (A. Guyot y Escribe): 279. 1830.
25. ↑  Dos Sicilias, 1841, p. 79.
26. ↑  Dos Sicilias, 1841, p. 449.